# Око-вбивця: Хелловінський кошмар
Око-вбивця: Хелловінський кошмар (англ. Killer Eye: Halloween Haunt) — американський фільм жахів 2011 року.

## Сюжет
Напередодні Хелловіна, Дженна запросила до себе подруг. Готуючи будинок до свята, дівчата дістали з коробки іграшкове око — копію зловісного ока-вбивці зі старого фільму жахів. Око поставили на стіл поряд з кришталевою кулею для ворожіння, що належить матері Дженні — спадковій чаклунці. Куля виявилася чарівною і оживляє око, яке починає полювання на дівчат.

## У ролях
- Еріка Родс — Дженна
- Олівія Асі — Жизель
- Челсі Едмундсон — Роккі
- Аріана Мадікс — Каталіна
- Лорен Ферс — Кіана
- Сіркус-Шалевські — кришталева куля, озвучка
- Даніель Стюарт — мати, озвучка